# Suvanna Banlang
Suvanna Banlang (1444-1485), danh xưng hoàng gia là Samdach Brhat-Anya Chao Suvarna Panya Lankara Raja Sri Sadhana Kanayudha, là vua thứ 12 của vương quốc Lan Xang, trị vì từ năm 1479 đến khi mất 1485 .
Suvanna Banlang là con trai thứ hai của vua Xaiyna Chakhaphat. Khi chưa đăng quang ông được gọi là hoàng tử Taenkam hay hoàng tử Taentong, được vua cha cử làm thống đốc vùng Darnsai (phía Nam Viêng Chăn). Người anh cả của hoàng tử Taenkam là hoàng tử Muy được bổ nhiệm làm Thống đốc Viêng Chăn, nhưng có ý định nổi dậy chống lại vua cha, nhằm biến Viêng Chăn thành một quốc gia riêng nên hoàng tử Muy đã bị vua cha Xaiyna Chakhaphat bắt và giết đi.
Hoàng tử Taentong là một viên tướng dũng cảm đã cứu đất nước Lan Xang khỏi sự thống trị, của Đại Việt thời hoàng đế Lê Thánh Tông, trong cuộc chiến tranh Đại Việt - Lan Xang (1478-1479). Năm 1478, khi quân Đại Việt chiếm được Luang Prabang, Vua Xaiyna Chakhaphat cùng hoàng tộc phải vội lên thuyền chạy tới Chieng Khan (khi đó thuộc Lan Na, nay thuộc tỉnh Loei, Thái Lan). Hoàng tử Thengkham, khi đó đang cai trị ở Dansai (nay cũng thuộc tỉnh Loei) hay tin vội tập hợp quân Lan Xang từ Dansai và Chieng Khan tiến về kinh đô Luang Prabang. Quân Đại Việt lúc này đã mệt mỏi, bị quân Lan Xang tấn công bất ngờ, nên đã tán rã và tháo chạy khỏi thủ đô và sau rút về nước năm 1479.
Sau khi chiến tranh kết thúc, hoàng tử Taenkam lên ngôi trở thành vua Suvanna Banlang năm 1478. Ông xây dựng lại thủ đô Luang Prabang, vốn bị phá hủy bởi người Việt phá hủy trong chiến tranh. Và ông bổ nhiệm hoàng tử Thao Khong, một trong những người em của mình, vào cương vị Thống đốc Darnsai thay mình. Vua Suvanna Banlang băng hà vào năm 1485 ở tuổi 41. Người kế vị là em trai ông, vua Lasenthai Puvanart (trị vì 1485 - 1495).